# Plaimbois-Vennes
Plaimbois-Vennes település Franciaországban, Doubs megyében. Lakosainak száma 116 fő (2022. január 1.). Plaimbois-Vennes Pierrefontaine-les-Varans, Bretonvillers, Guyans-Vennes, Loray, Plaimbois-du-Miroir, La Sommette és Vennes községekkel határos.

## Népesség
A település népességének változása:
| Lakosok száma | 75   | 53   | 53   | 71   | 97   | 102  | 102  | 109  | 114  | 116  |
|               | 1968 | 1982 | 1990 | 2006 | 2013 | 2015 | 2017 | 2019 | 2020 | 2022 |